# 巴岛
巴岛（法語：Île de Batz，法語發音：[il də ba]），又称巴茨岛，是法国布列塔尼北部海岸的一座岛屿，也是同名市镇的主要组成部分。